# Тершаковець Гринь

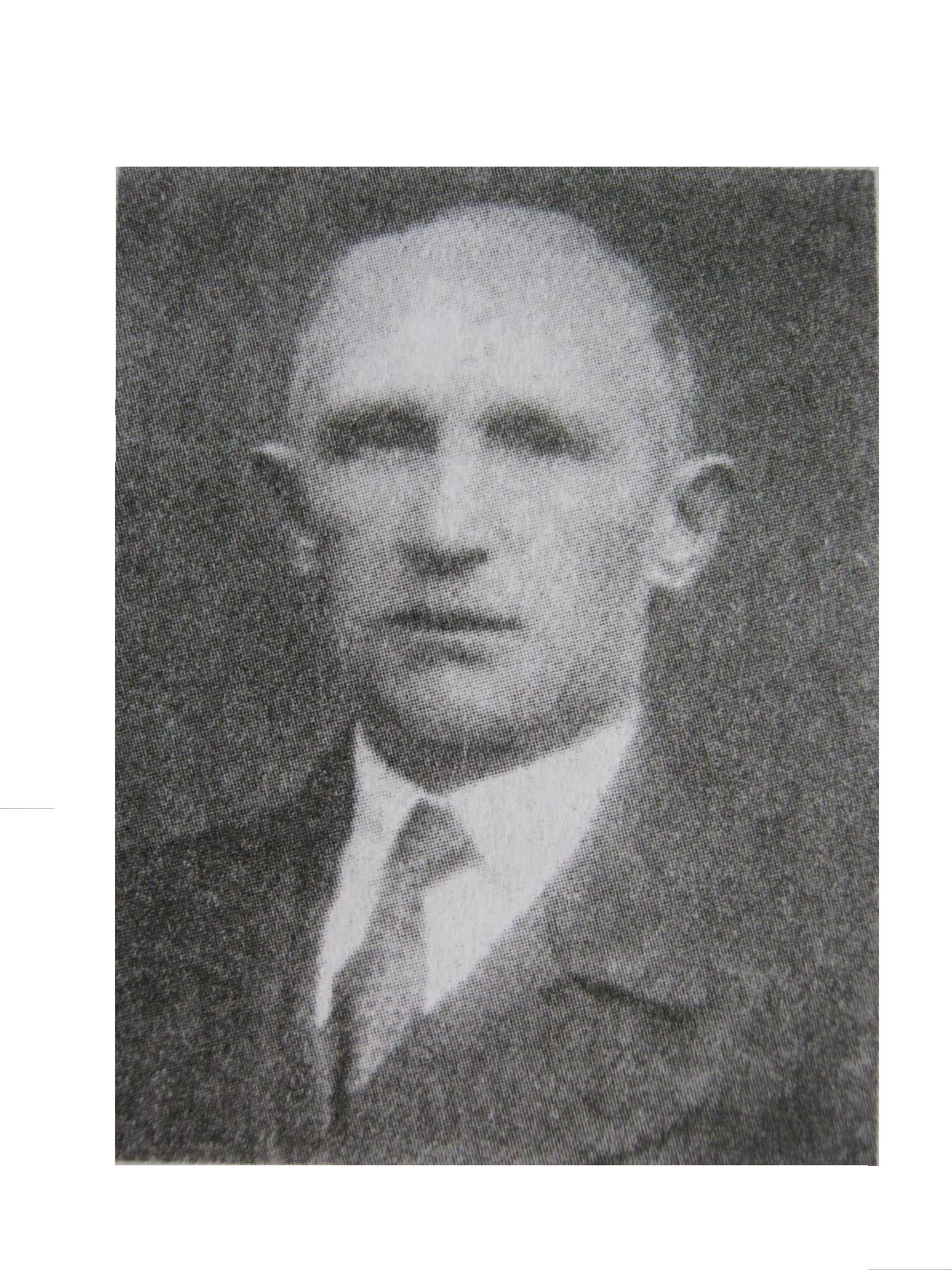
Григорій Андрійович Тершаковець

Григорій Андрійович Тершако́вець (15 лютого 1877, Якимчиці — 28 липня 1958, Львів) — громадський та політичний діяч. Організатор українського життя Комарнянщини і Рудеччини. Член Української Національної Ради і Українського Трудового Конгресу в Києві, 1928—1938 роки — посол до польського сейму, член ЦК та екзекутиви УНДО, почесний член «Просвіти» й Крайового Товариства «Сільський Господар» у Львові. 
Батько провідного діяча ОУНР та УПА Зиновія Тершаковця, дядько літературознавця Михайла Івановича Тершаковця, двоюрідний дядько Февронії Іванівни Гель (до шлюбу Тершаковець) — матері дисидента Івана Андрійовича Геля. 

## Життєпис
Народився у селі Якимчиці поблизу Львова. Закінчив народну школу в Комарно. З 14 років — член товариства «Просвіта», один з організаторів низки її читалень у повіті і філії в Комарно. Засновував осередки «Соколу». Член Головної ради товариства «Сільський господар».
Належав до Української національно-демократичної партії, з 1910 — член її керівного органу: Тіснішого народного комітету. З 1913 року — депутат Галицького сейму.
Під час першої світової війни у 1914—1918 роках служив у австрійській армії. Під час облоги російськими військами Перемишля потрапив у полон, перебував у таборі військовополонених у Туркестані. У 1917 році певний час мешкав у Києві, де став співзасновником Галицько-Буковинського комітету допомоги жертвам війни. Обраний до складу Української Національної Ради ЗУНР-ЗО УНР 1918-19 (від повіту Комарно), член земельної комісії та адміністраційної комісії УНРади. У складі делегації ЗУНР брав участь у роботі Трудового конгресу України.
Після захоплення поляками Галичини заарештований, засуджений у Перемишлі та інтернований в таборах у Пікуловичах та Домб'ю. Звільнений з ув'язнення наприкінці 1920 року. Входив до Тіснішого народного комітету Української народно-трудової партії. У 1925 став одним із засновників Українського національно-демократичного об'єднання, член президії Центрального комітету УНДО. У 1928 році обраний послом до польського сейму від Самбірського округу.
У вересні 1939 після приходу радянської влади у Західну Україну заарештований і вивезений до Сибіру. У 1947 році повернувся із заслання. У листопаді 1948 року знову засуджений, перебував в ув'язненні до 1956 року.
Помер у Львові.
Дружина Наталія (із Прухницьких) арештована більшовиками в 1940 й вивезена в Казахстан, де померла в 1942 році. Син Зиновій (19 березня 1913–04 листопада 1948)  – крайовий провідник ОУН, загинув від рук співробітників НКВС у лісі біля села Великий Любінь (нині смт Львівського району Львівської області).